# کاموچینک
کاموچینک (به لهستانی:  Kamocinek) یک روستا در لهستان است که در گمینا گرابیتسا واقع شده‌است.
 کاموچینک  ۹۰ نفر جمعیت دارد.